# Лили Иванова (политик)
Лили Боянова Иванова е български икономист и политик от ГЕРБ, народен представител от парламентарната група на ГЕРБ в XLI народно събрание. Областен координатор на ГЕРБ в Търговище.

## Биография
Лили Иванова е родена на 17 февруари 1964 година в село Габрица, България. Завършила е специалност „Стопански и финансов контрол“ в ЮЗУ „Неофит Рилски“ – Благоевград и специалност „Счетоводство и контрол“ във ВТУ „Св. св. Кирил и Методий“ – Велико Търново.
Работила е в сферата на застраховането и презастраховането. На парламентарните избори през 2009 година е избрана за народен представител от листата на ГЕРБ.

### Парламентарна дейност
- XLI народно събрание – член (от 14 юли 2009)
- Парламентарна група на ПП ГЕРБ – (от 14 юли 2009)
- Комисия по бюджет и финанси – член (от 29 юли 2009)
- Комисия по труда и социалната политика – член (9 септември 2011 – 21 март 2012)
- Комисия по икономическата политика, енергетика и туризъм – член (от 21 март 2012)
- Група за приятелство България – Алжир – член (от 23 октомври 2009)
- Група за приятелство България – Беларус – член (от 23 октомври 2009)
- Група за приятелство България – Гватемала – член (от 23 октомври 2009)
- Група за приятелство България – Израел – член (от 23 октомври 2009)
- Група за приятелство България – Китай – член (от 23 октомври 2009)
- Група за приятелство България – Македония – зам.-председател (от 23 октомври 2009)
- Група за приятелство България – Монголия – член (от 23 октомври 2009)
- Група за приятелство България – Португалия – член (23 октомври 2009 – 9 май 2012)
- Група за приятелство България – Русия – член (от 23 октомври 2009)
- Група за приятелство България – Узбекистан – член (от 23 октомври 2009)
- Група за приятелство България – Украйна – член (от 23 октомври 2009)
- Група за приятелство България – Уругвай – член (от 23 октомври 2009)
- Група за приятелство България – Португалия – зам.-председател (от 9 май 2012)

#### Внесени законопроекти
- Законопроект за изменение и допълнение на Закона за данъците върху доходите на физическите лица
- Законопроект за изменение и допълнение на Закона за здравето
- Законопроект за изменение и допълнение на Закона за Комисията за финансов надзор
- Законопроект за изменение и допълнение на Закона за Националната агенция за приходите
- Законопроект за изменение и допълнение на Закона за съдебната власт
- Законопроект за изменение и допълнение на Закона за устройството на държавния бюджет
- Законопроект за изменение и допълнение на Конституцията на Република България
- Законопроект за изменение и допълнение на Наказателно-процесуалния кодекс